# Divisió de Bangalore
La divisió de Bangalore és una entitat administrativa de l'Índia, a l'estat de Karnataka, amb capital a la ciutat de Bangalore. Està formada pel següents districtes:
- Districte de Bangalore Urbà
- Districte de Bangalore Rural
- Districte de Chikballapur
- Districte de Chitradurga
- Districte de Davanagere
- Districte de Kolar
- Districte de Ramanagara
- Districte de Shimoga
- Districte de Tumkur

La divisió es va crear vers 1860 dins el regne de Mysore, i fou suprimida temporalment el 1883 fins que les divisions foren readoptades per l'estat després de la independència de l'Índia.